# Скарцола (Перуђа)
Скарцола је насеље у Италији у округу Перуђа, региону Умбрија.
Према процени из 2011. у насељу је живело 16 становника. Насеље се налази на надморској висини од 288 м.